# Костермано
Костермано је насеље у Италији у округу Верона, региону Венето.
Према процени из 2011. у насељу је живело 889 становника. Насеље се налази на надморској висини од 227 м.

## Становништво
| 1951. | 1961. | 1971. | 1981. | 1991. | 2001. | 2011. |
| ----- | ----- | ----- | ----- | ----- | ----- | ----- |
| 2.303 | 1.986 | 1.849 | 2.160 | 2.385 | 2.986 | 3.586 |